# Ägget (skulptur)
Ägget, eller Påskägget, är en lekskulptur av konststen av Egon Möller-Nielsen.
Ägget var Egon Möller-Nielsens andra lekskulptur och kom efter Tufsen 1949. Han gjorde lekstatyn 1951 och den finns i tre exemplar:
- Per Angers plats i Kungsparken i Göteborg ("Påskägget").
- Fagerlidsparken, Hökarängen i Stockholm ("Ägget").[2]
- Tessinparken på Gärdet i Stockholm ("Ägget").[3]

## Galleri

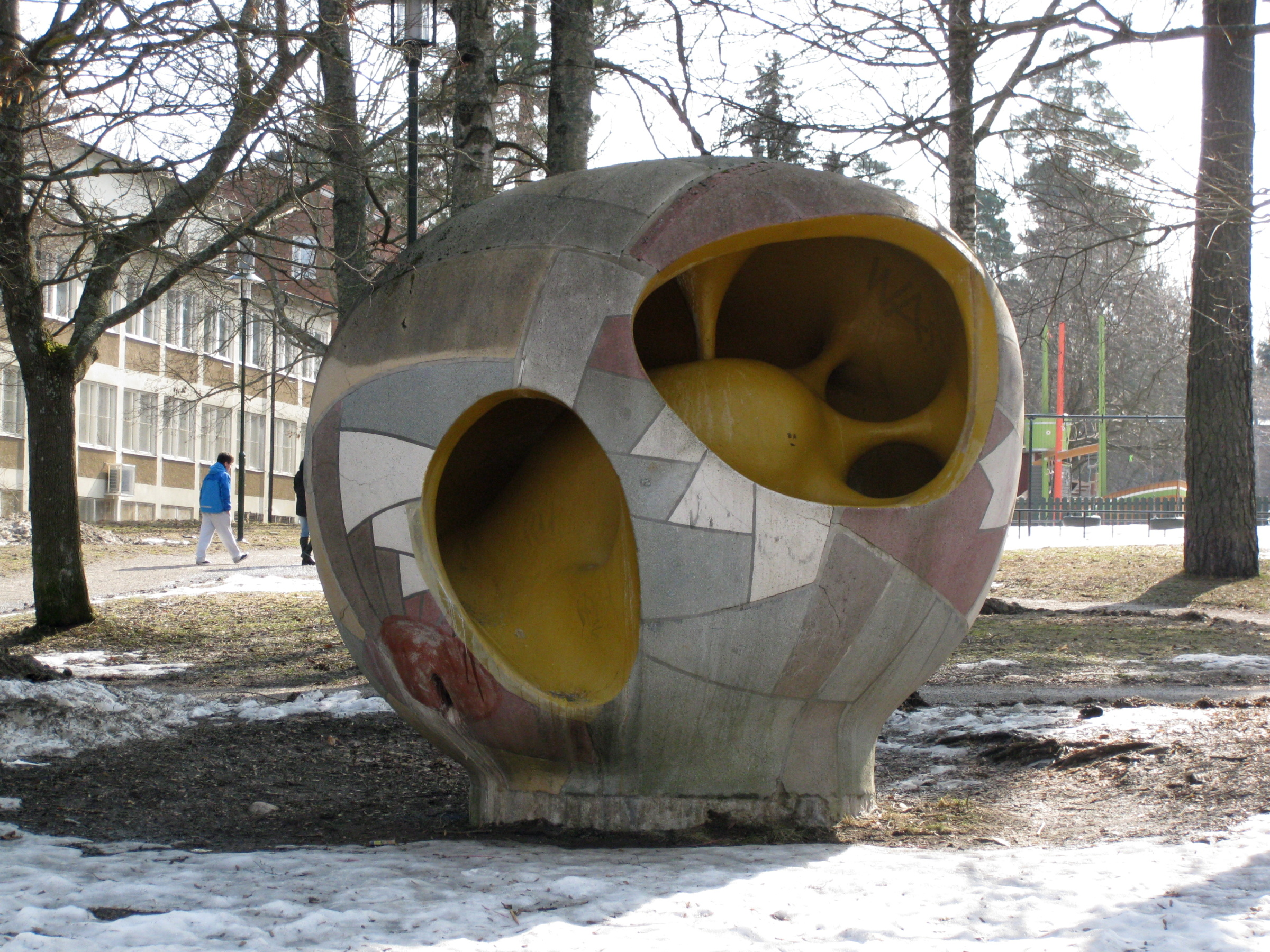
Ägget i Fagerlidsparken i Stockholm
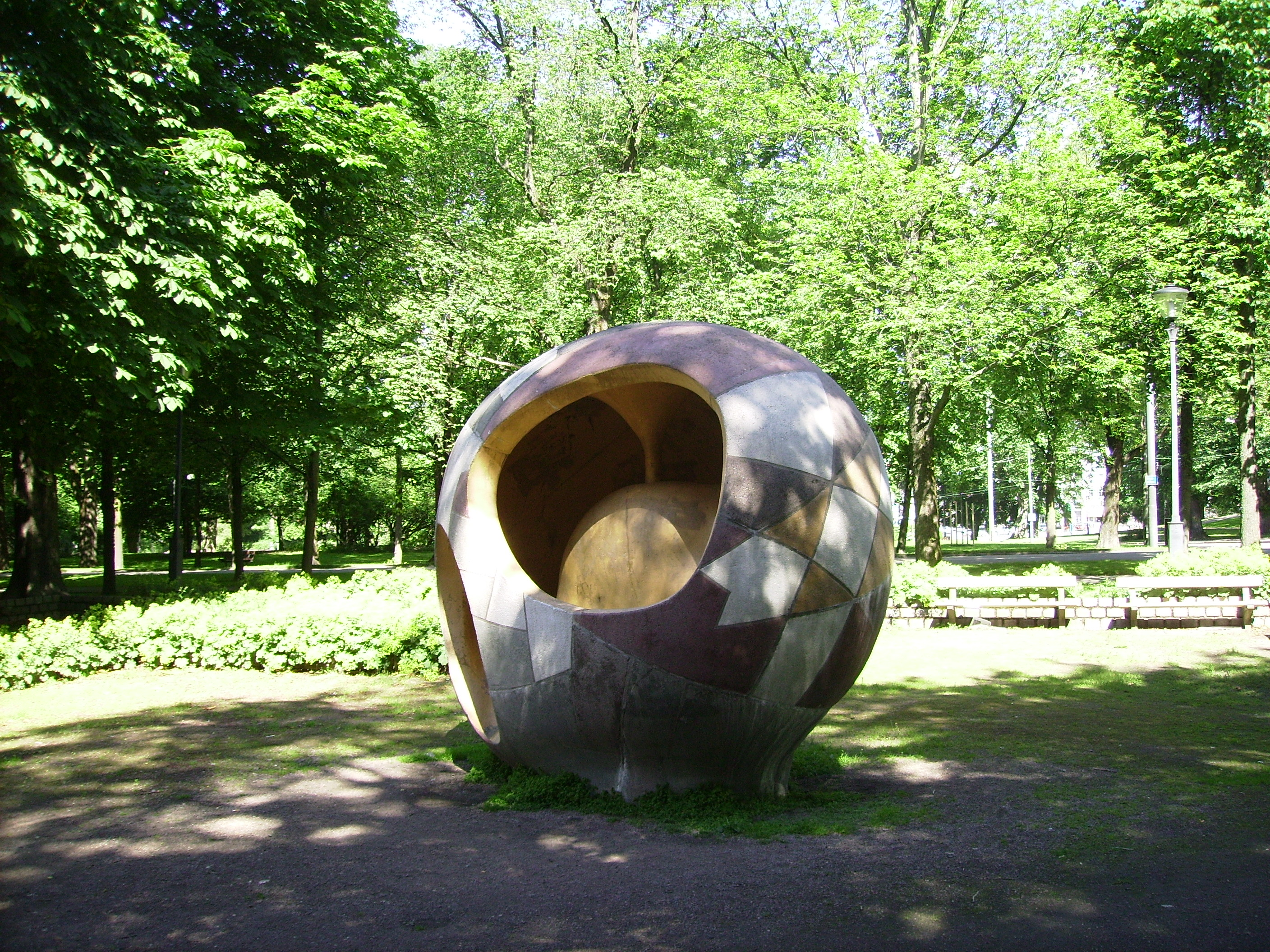
Ägget (Påskägget) på Per Angers plats i Göteborg, 1952.
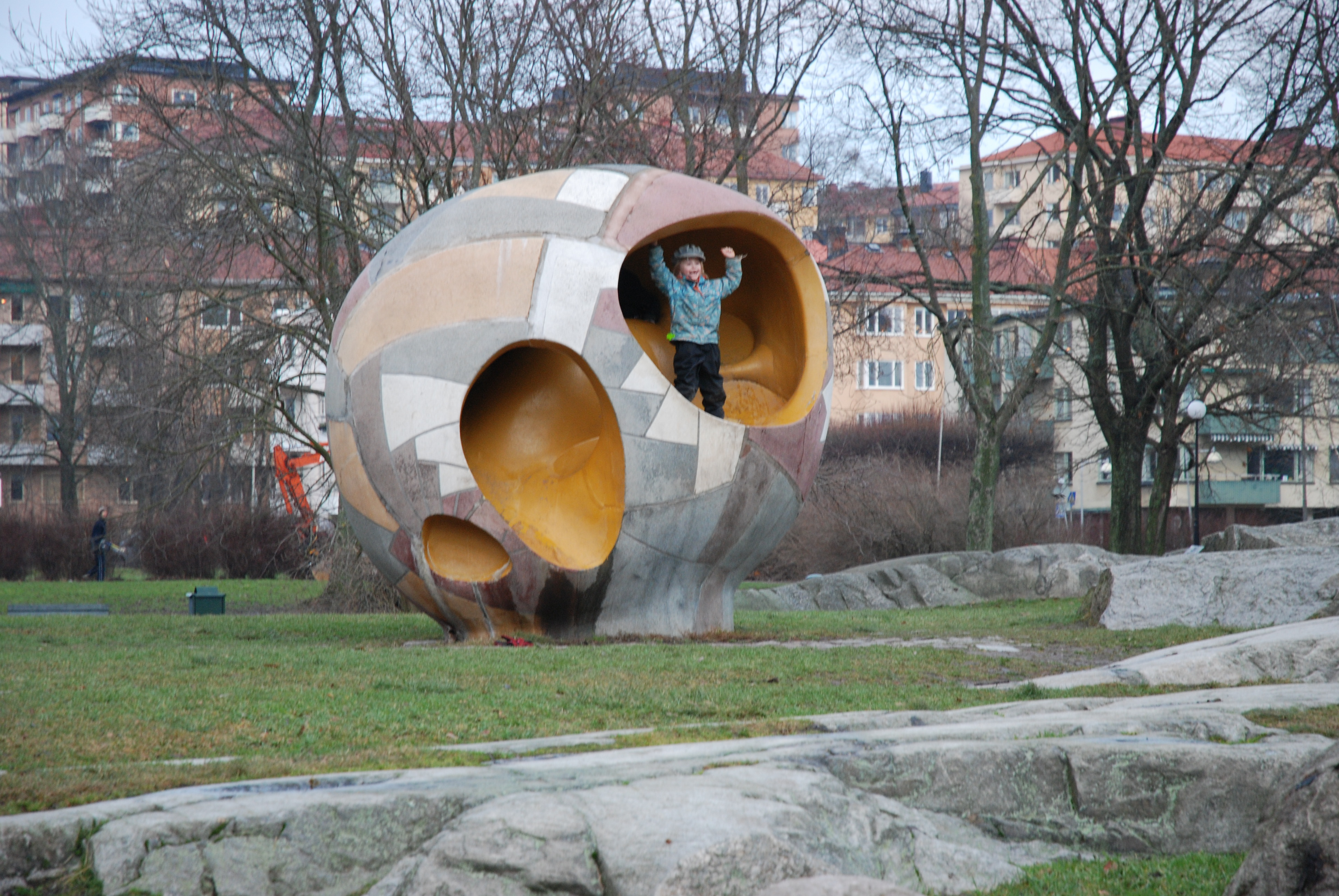
Ägget i Tessinparken i Stockholm.